# Charles de Beaumont, chevalier d'Éon

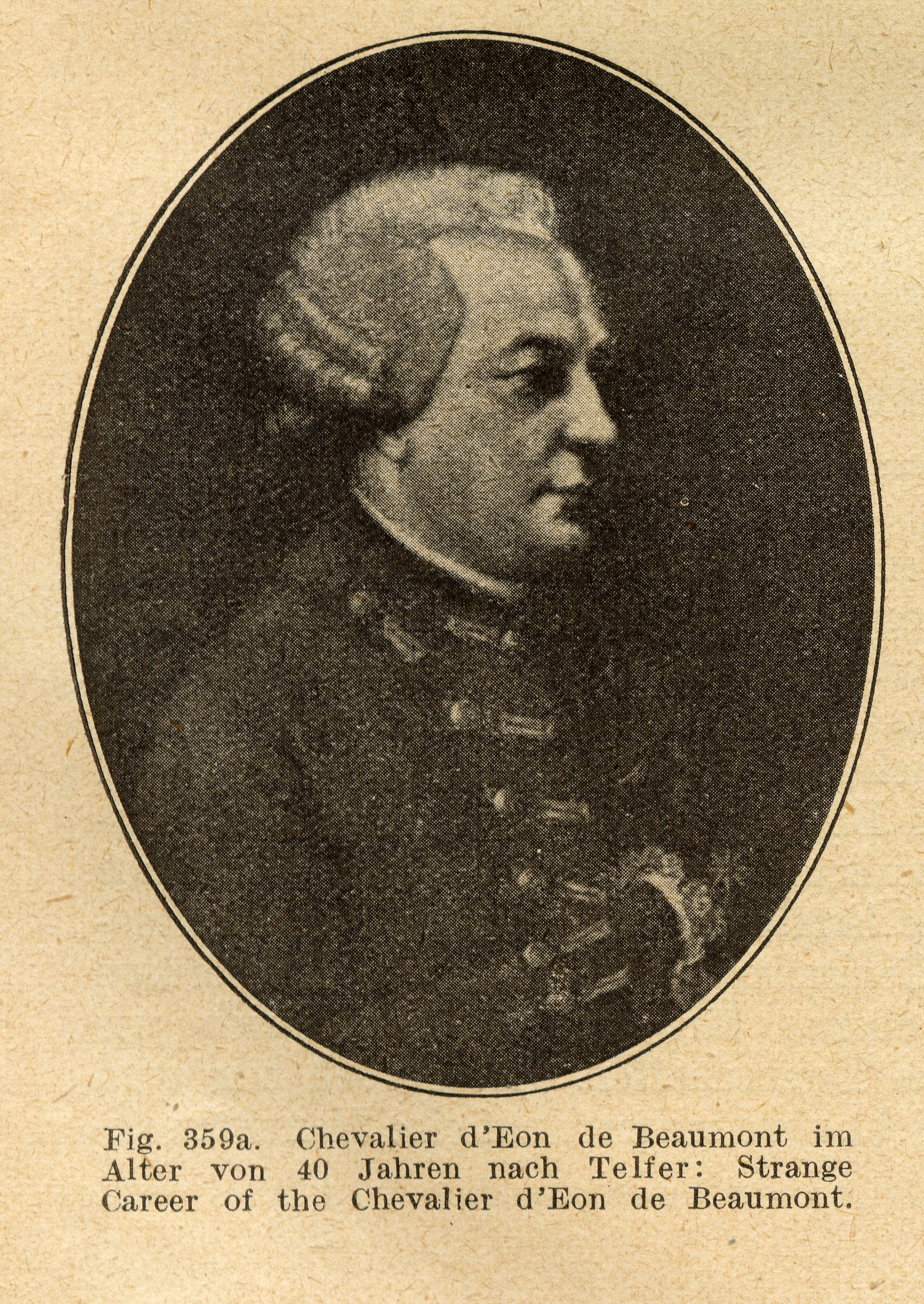
Chavalier d'Éon

Charles-Geneviève-Louis-Auguste-André-Timothée d'Éon (n. 5 octombrie 1728, Tonnerre, Bourgogne, Franța – d. 21 mai 1810, Londra, Regatul Unit al Marii Britanii și Irlandei), cunoscut de obicei sub numele Chevalier d'Éon a fost un diplomat, spion și francmason francez. De asemenea, a luptat în Războiul de șapte ani.
A fost susținător al Revoluției Franceze până când familia regală franceză a fost omorâtă.